# منتخب الجزائر لكرة القدم للسيدات
منتخب الجزائر لكرة القدم للسيدات
، هو المنتخب النسائي الأول والذي يمثل الجزائر في بطولات كرة القدم للسيدات، الفريق ترتيبه اليوم 76 حسب تصنيف الفيفا للسيدات. أعلى ترتيب حصل عليه المنتخب كان 64 وذالك كان في أغسطس 2009.

## سجل بطولات أفريقيا للسيدات
| 1991 | لم يشارك في التصفيات |
| 1995 | لم يشارك في التصفيات |
| 1998 | لم يشارك في التصفيات |
| 2000 | لم يتأهل             |
| 2002 | لم يشارك في التصفيات |
| 2004 | الدور الأول          |
| 2006 | الدور الأول          |
| 2008 | لم يتأهل             |
| 2010 | الدور الأول          |
| 2012 | لم يشارك في التصفيات |
| 2014 | الدور الأول          |
| 2016 | لم يتأهل             |
| 2018 | سيتم تحديدها         |

## تتويجات المنتخب
- دورة الألعاب الأفريقية
  - المرتبة الرابعة (مرة واحدة) : (الجزائر 2007)
- البطولة العربية للسيدات
  - البطل (مرة واحدة) : (مصر 2006)

## تطور الفريق
عرفت الكرة الجزائرية في كأس العالم البرازيل (2014 FIFA) تفوقاً لافتاً لمنتخب الرجال ببلوغه الدور الثاني لأول مرة في تاريخ البلد، ليليه بعد ذلك بلوغ منتخب أقل من 23 سنة الألعاب الأوليمبية البرازيل 2014 بعد غياب دام 34 سنة، وهو ما هلل له كل الجزائريين في فترة مزدهرة من كرة القدم الجزائرية للرجال، لكن ولسوء الحظ لم يواكب هذا النجاح كرة القدم للسيدات في الجزائر، بعد خيبة الأمل الكبيرة التي أصابت الجميع بغياب الجزائريات عن العرس القاري 2016 بالكاميرون، من بين اللاعبات المتألقات في الملاعب الجزائري ريان براهيمي، التي تعشق الشباك وتسجيل الأهداف وتصول وتجول بأناقة كبيرة فوق المستطيل الأخضر، وهي التي لعبت في كل أصناف المنتخب الوطني بداية من فئة تحت 17 سنة ثم فئة تحت 23 سنة لتلتحق بالمنتخب الأول سنة 2013. 

### ناميبيا 2014
شارك منتخب الجزائر للسيدات في كأس أفريقيا 2014 بناميبيا وقدم أداءاً رائعاً غير أنه غادر من الدور الأول نظرا لنقص خبرة اللاعبات وسوء الحظ الذي لازمهن في تلك الفترة، بالرغم من المهارة التي أبانت عنها الجزائريات فوق المستطيل الأخضر، وكان الجميع يمني النفس أن تحقق نفس المجموعة نتائج جيدة في دورة 2016 بالكاميرون لكن حدث ما لم يكن متوقعاً بالإقصاء من الدوري التصفوي الأخير.

### هدف غانا 2018
وأجمع كل متتبعي كرة القدم للسيدات في الجزائر على طي صفحة الكاميرون والتفكير في المستقبل، وهو بلوغ كأس أفريقيا 2018 بغانا. 

### حُلم فرنسا 2019
ومما لا شك فيه، يبقى حلم كل فتاة تمارس كرة القدم هو التواجد في نهائيات كأس العالم FIFA، فما بالك اللاعبات الجزائريات وحلمهن بالتواجد في دورة فرنسا 2019 بالنظر للقرب الجغرافي بين البلدين

## وصلات داخلية
- الألعاب الأفريقية
- البطولة العربية لكرة القدم للسيدات
- دليلة الزروقي

## وصلات خارجية
- الموقع الرسمي الاتحادية الجزائرية لكرة القدم
- صفحة المنتخب الجزائري في موقع الفيفا الرسمي
- نتائج الفريق الجزائري للسيدات في موقع الفيفا الرسمي